# Discographie de Zaho
La discographie de Zaho, une chanteuse de RnB algéro-canadienne, comprend l'ensemble des disques publiés au cours de sa carrière. Elle se compose de trois albums studio, une mixtape, neuf singles et onze clips vidéo.

## Albums

### Albums studio
| Titre                                                             | Détails de l'album                                                              | Meilleure position | Meilleure position | Meilleure position | Ventes    | Certifications  |
| Titre                                                             | Détails de l'album                                                              | WAL                | FRA                | SUI                | Ventes    | Certifications  |
| ----------------------------------------------------------------- | ------------------------------------------------------------------------------- | ------------------ | ------------------ | ------------------ | --------- | --------------- |
| Dima                                                              | - Sortie : 10 mars 2008 - Label : EMI - Formats : CD, téléchargement            | 36                 | 11                 | —                  | - 250 000 | - FRA : Platine |
| Contagieuse                                                       | - Sortie : 3 décembre 2012 - Label : EMI - Formats : CD, téléchargement         | 80                 | 47                 | 92                 | - 65 000  | - FRA: Or       |
| Le Monde à l'envers                                               | - Sortie : 17 février 2017 - Label : Parlophone - Formats : CD, téléchargement  | 24                 | 27                 | 19                 | 25 000    | -               |
| Résilience                                                        | - Sortie : 20 janvier 2023 - Label : Suther Kane - Formats : CD, téléchargement | 128                | 10                 | —                  | 40 000    | -               |
| « — » indique que l'album n'est pas sorti ou classé dans le pays. |                                                                                 |                    |                    |                    |           |                 |

## Chansons

### Singles
| Année                                                               | Titre                                   | Meilleure position | Meilleure position | Meilleure position | Album               | Certifications           |
| Année                                                               | Titre                                   | WAL                | FRA                | FRA (digital)      | Album               | Certifications           |
| ------------------------------------------------------------------- | --------------------------------------- | ------------------ | ------------------ | ------------------ | ------------------- | ------------------------ |
| 2006                                                                | Hey Papi (featuring Soprano)            | —                  | 4                  | —                  | Dima                |                          |
| 2007                                                                | Lune de miel (featuring Don Choa)       | —                  | 21                 | —                  | Dima                |                          |
| 2008                                                                | C'est chelou                            | 14                 | 2                  | 10                 | Dima                | - France (SNEP): Or      |
| 2008                                                                | La roue tourne (featuring Tunisiano)    | —                  | 15                 | 33                 | Dima                |                          |
| 2008                                                                | Kif'n'dir                               | —                  | 33                 | 28                 | Dima                |                          |
| 2008                                                                | Je te promets                           | 18                 | 74                 | 5                  | Dima                |                          |
| 2012                                                                | Boloss                                  | —                  | 63                 | —                  | Contagieuse         |                          |
| 2012                                                                | Tourner la page                         | —                  | 26                 | —                  | Contagieuse         |                          |
| 2013                                                                | Tout est pareil                         | —                  | 148                | —                  | Contagieuse         |                          |
| 2013                                                                | Ma meilleure (featuring La Fouine)      | —                  | 41                 | —                  | Contagieuse         |                          |
| 2013                                                                | Shooting star (featuring Tara McDonald) | —                  | 150                | —                  | Contagieuse         |                          |
| 2013                                                                | Divisés                                 | —                  | —                  | —                  | Contagieuse         |                          |
| 2016                                                                | Laissez-les kouma (featuring MHD)       | 51                 | 30                 | __                 | Le monde à l'envers | - France (SNEP): Platine |
| 2016                                                                | Tant de choses                          | —                  | 108                | —                  | Le monde à l'envers |                          |
| 2017                                                                | Comme tous les soirs                    | —                  | 123                | —                  | Le monde à l'envers |                          |
| 2019                                                                | Ego (featuring Sean Paul, Banx & Ranx)  | —                  | 124                | —                  | Single hors album   |                          |
| 2021                                                                | Ma Lune                                 | —                  | 103                | —                  | Résilience          |                          |
| 2021                                                                | En bas d'chez moi (featuring Naps)      | —                  | 118                | —                  | Single hors album   |                          |
| 2021                                                                | Doucement                               | —                  | —                  | —                  | Résilience          |                          |
| 2022                                                                | Je t'aime à l'algérienne                | —                  | —                  | —                  | Résilience          |                          |
| 2022                                                                | Toi et moi (featuring Mok Saib)         | —                  | 123                | —                  | Résilience          |                          |
| 2022                                                                | Tout doux (featuring Emkal)             | —                  | —                  | —                  | Single hors album   |                          |
| 2022                                                                | Solo (featuring Tayc)                   | —                  | 144                | —                  | Résilience          |                          |
| 2022                                                                | Oh Mama                                 | —                  | —                  | —                  | Résilience          |                          |
| 2023                                                                | On s'fait du Mal (featuring Dadju)      | —                  | 97                 | —                  | Résilience          | - France (SNEP): Or      |
| « — » indique que le single n'est pas sorti ou classé dans le pays. |                                         |                    |                    |                    |                     |                          |

### Singles en collaboration
| Titre                                                               | Année | Meilleure position | Meilleure position | Meilleure position | Album                          | Certifications           |
| Titre                                                               | Année | WAL                | FRA                | FRA (digital)      | Album                          | Certifications           |
| ------------------------------------------------------------------- | ----- | ------------------ | ------------------ | ------------------ | ------------------------------ | ------------------------ |
| Hold My Hand (Sean Paul featuring Zaho)                             | 2010  | —                  | 59                 | 3                  | Imperial Blaze                 | __                       |
| Heartless (La promesse) (Justin Nozuka featuring Zaho)              | 2010  | —                  | —                  | 29                 | Heartless EP                   | __                       |
| Du Rêve (TK featuring Zaho)                                         | 2020  | —                  | 124                | —                  | Pas ouehda                     | - France (SNEP): Or      |
| T'étais où ? (Jungeli featuring Vegedream, Zaho & Alonzo)           | 2024  | —                  | 47                 | —                  | En Attendant Pour Le Peuple... | - France (SNEP): Platine |
| « — » indique que le single n'est pas sorti ou classé dans le pays. |       |                    |                    |                    |                                |                          |

### Autre chansons classées
| Titre                         | Année | Meilleure position | Album      |
| Titre                         | Année | FRA                | Album      |
| ----------------------------- | ----- | ------------------ | ---------- |
| Roi 2 Cœur (featuring Indila) | 2023  | 104                | Résilience |

### Autres contributions
| Année | Titre |
| ----- | --- |
| 2004  | - Street Life (Vaï featuring Zaho, dans Street Life) |
| 2005  | - Basta (La Fouine featuring Zaho, dans Bourré au son) |
| 2006  | - Halili (Cheb Mami featuring Zaho, dans Layali) - Un point c'est tout (Sefyu featuring Zaho, Sana et Mina dans Qui suis-je ?) - T'es dispo (Humphrey featuring Zaho, dans Humphey (album éponyme) |
| 2007  | - Verbal Fight (Vaï featuring Zaho, dans Street Life) - Tout ce temps (Idir featuring Zaho, dans La France des couleurs) - La France des couleurs (Idir featuring Zaho, dans La France des couleurs) |
| 2008  | - Citoyen du monde (Tunisiano featuring Zaho, dans Le Regard des gens) - Je m'écris (Kery James featuring Zaho et Grand Corps Malade, dans À l'ombre du show business) - Quand ils vont partir (Kamelancien featuring Zaho, dans Le Frisson de la vérité) |
| 2009  | - Quand ils vont partir (Remix) (Kamelancien featuring Zaho, dans Le 2e Frisson de la vérité) |
| 2010  | - Fais doucement (Rohff featuring Zaho, dans La Cuenta) - 2011 : Elle venait du ciel (La Fouine featuring Zaho, dans La Fouine vs Laouni) |
| 2011  | - Comme hier (OGB featuring Zaho, dans La Mémoire) - Un point c'est tout (featuring Sefyu, Mina et Sana) - Indélébile (featuring Christophe Willem) |
| 2012  | - Il y a (Christophe Willem featuring Zaho, extrait de Génération Goldman) - Famille (collégiale pour Génération Goldman) |
| 2013  | - Ma Meilleure (La Fouine featuring Zaho, dans Drôle de parcours) - Fallait le faire (Psy 4 de la rime featuring Zaho, extrait de 4ème dimension) - La vie en rêve (Kery James featuring Zaho, extrait de Dernier MC) - Never Again (Trey Songz featuring Zaho) - Nos Mains (collégiale pour Génération Goldman 2) - Encore un matin (collégiale pour Génération Goldman 2) - C'est ta chance (Collégiale pour Génération Goldman 2) - Shooting Star (Tara McDonald featuring Zaho) - L'histoire de la vie (B.O du Roi Lion pour We Love Disney) |
| 2014  | - Voilà c’est fini (album Kiss and Love) - Le chemin de Pierre pour la fondation Abbé Pierre |
| 2016  | - Sauver l'amour , extrait de Balavoine(s) - Parle moi (Black M featuring Zaho, dans Éternel insatisfait) |
| 2019  | - Ego (feat Boostee) - Tourner la tête (Nej' featuring Zaho, dans Enchantée) |
| 2020  | - Du rêve (featuring TK) - Emmène-moi (Lyna Mahyem featuring Zaho, dans Femme forte) - Là-bas (Imen Es featuring Zaho, dans la réédition de Nos vies) - Et demain ? (Et demain ? Le collectif) |
| 2021  | - Paroles paroles (Naps featuring Zaho, dans l'album Les mains faites pour l'or) - La Big Miff (Hornet La Frappe featuring Zaho, dans l'album L’art de la rue) |
| 2022  | - Redescends (Vegedream featuring Zaho, dans l'album La Boîte de Pandore) |
| 2024  | - T'étais où ? (Jungeli featuring Vegedream, Alonzo, Zaho) |

2025 : Touché coulé avec Tom Frager

### Auteur
- 2007 : Zaho a écrit Tout ce temps pour Idir, et ce dernier n'accepte de la chanter que si elle la chante avec lui[réf. nécessaire]
- 2008 : Dans Elle & moi, deuxième album de Lynnsha
- 2011 : Zaho a écrit de nombreux titres pour le troisième album de Christophe Willem : Prismophonic et notamment un duo nommé Indélébile.
- 2015 : Seule pour Chimène Badi
- 2016 : Zaho a écrit de nombreux titres pour l'album Encore un soir de Céline Dion : Ma faille, Tu sauras et À vous

### Remix
- 2008 : T'es chelou, remix de C'est chelou, par D.Dy dans T'aimes ou t'aimes pas

## Vidéos

### Clips vidéo
- 2007 : Tu reconnais
- 2007 : À nous (Thème de Prison Break)
- 2007 : Etranger
- 2008 : C'est chelou
- 2008 : C'est chelou (Version chelou)
- 2008 : La roue tourne (featuring Tunisiano)
- 2008 : La roue tourne (Solo version)
- 2008 : Kif'n'dir
- 2009 : Brigadier
- 2009 : Je te promets
- 2012 :  Boloss
- 2013 : Tourner la page
- 2013 : Shooting Star (featuring Tara McDonald)

- 2013 : Divisés
- 2014 : Allô
- 2016 : Laissez-les Kouma (featuring MHD)
- 2016 : Tant De Choses
- 2017 : Comme tous les soirs
- 2021 : Ma Lune
- 2021 : En bas d'chez moi (featuring Naps)
- 2021 : Doucement
- 2022 : Je t'aime à l'algérienne
- 2022 : Solo (featuring Tayc)
- 2022 : Oh Mama

### Apparitions vidéo
- 2004 : Street life (Vaï featuring Zaho)
- 2006 : Hey Papi (featuring Soprano)
- 2007 : On sait ce qu'on veut (feat. Kamelancien et Alibi Montana) (Sur la musique de We takin over de Dj Khaled)
- 2008 : Lune de miel (feat. Don Choa)
- 2009 : Quand ils vont partir remix (fea.t Kamelancien)
- 2010 : Heartless (La promesse) remix (feat Justin Nozuka)
- 2010 : Hold my hand remix (feat Sean Paul)
- 2011 : Elle venait du ciel (feat La Fouine)
- 2011 : Fais doucement (feat. Rohff)
- 2013 : Ma Meilleure (feat. La Fouine)
- 2019 : Ego (featuring Sean Paul, Banx & Ranx)
- 2020 : Du Rêve (featuring TK)